# Xylochotridens rangifer
Xylochotridens rangifer är en mossdjursart som beskrevs av Hayward och Thorpe 1989. Xylochotridens rangifer ingår i släktet Xylochotridens och familjen Calloporidae. Inga underarter finns listade i Catalogue of Life.